# 華僑銀行（香港）

华侨永亨银行时期标志

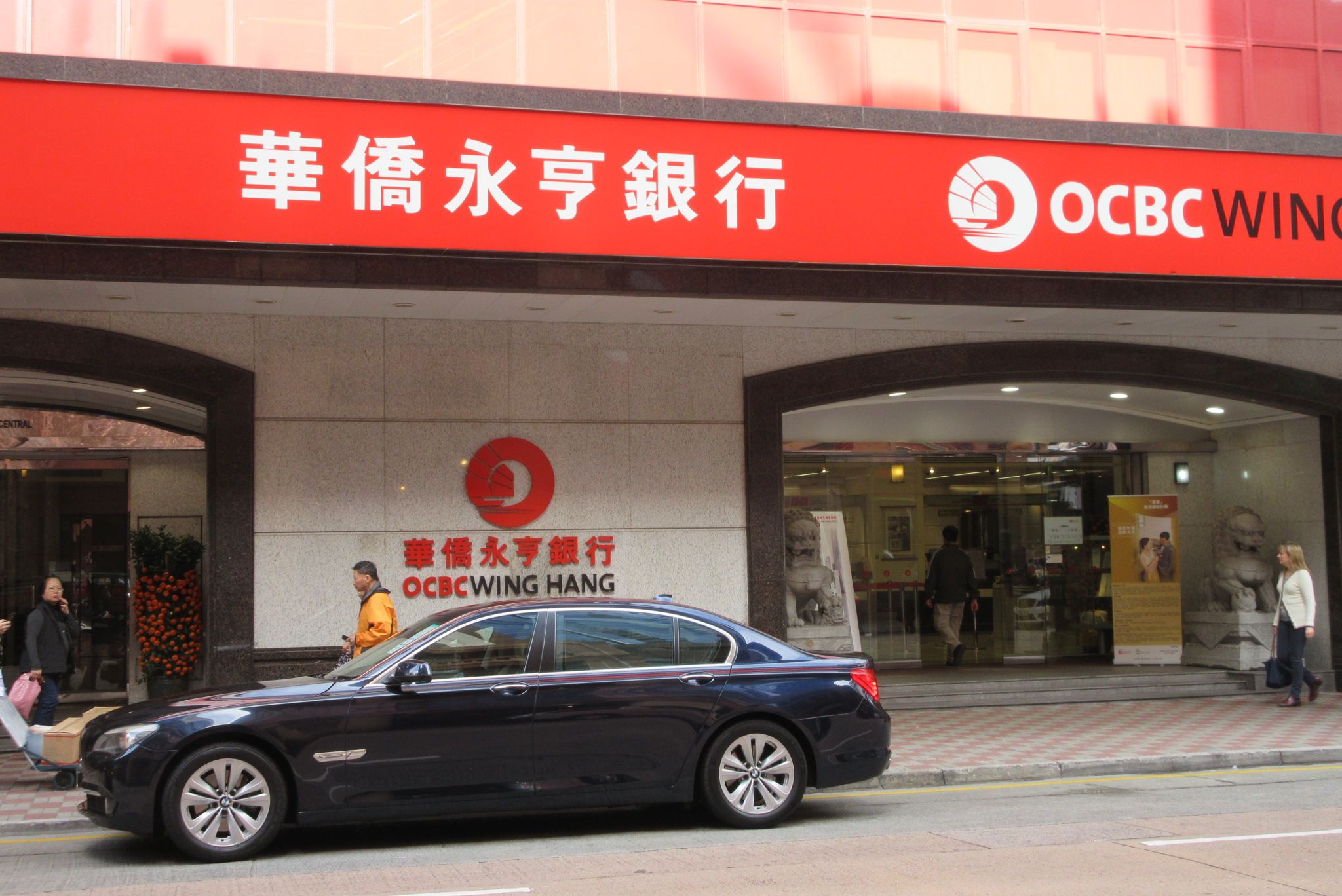
更名後的華僑永亨銀行皇后大道中總行

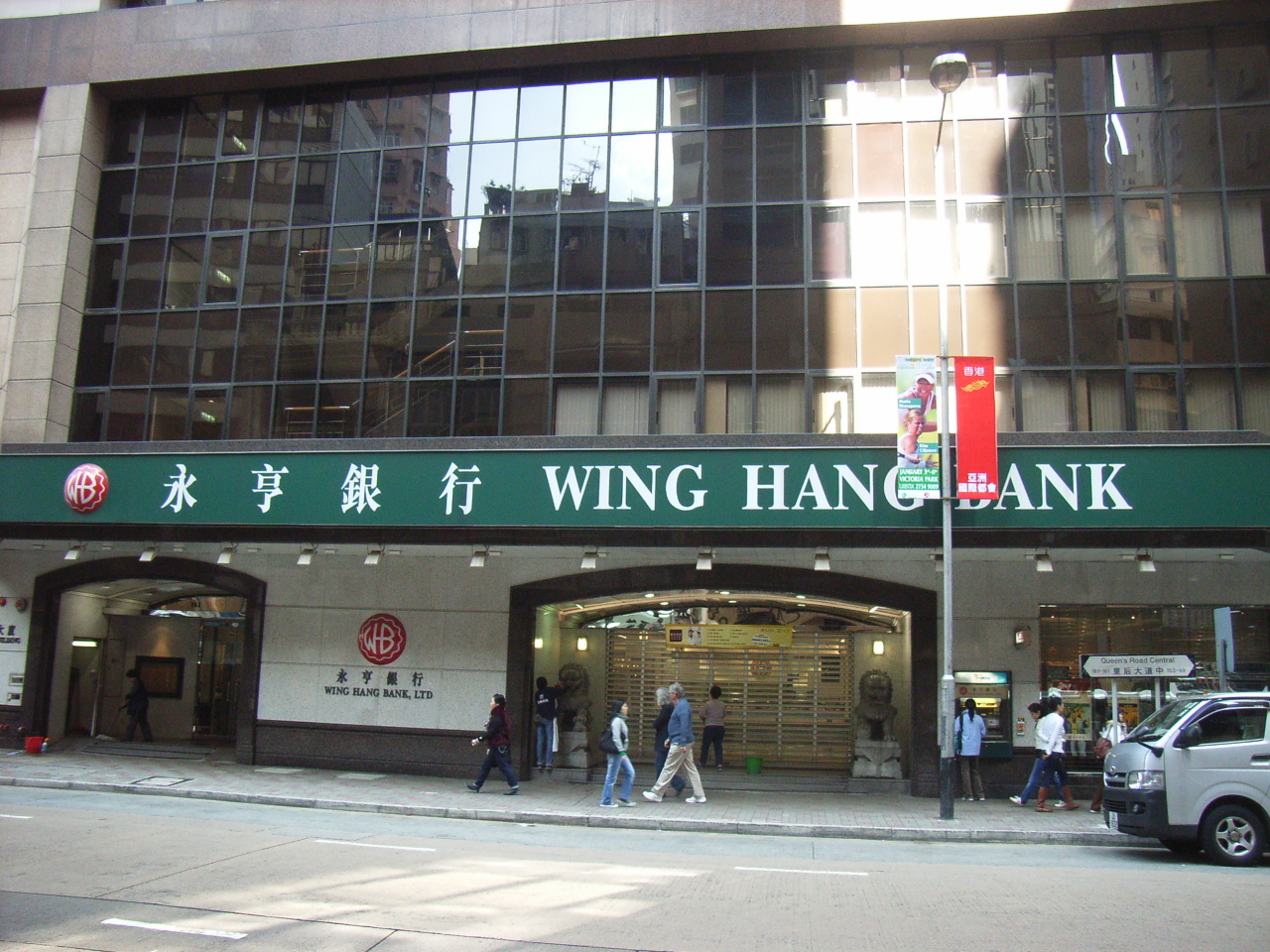
永亨銀行大廈，香港中環皇后大道中161號，鄰近中遠大廈及中環中心。

華僑銀行（香港）有限公司（港交所除牌時0302.HK），前稱永亨銀行有限公司、華僑永亨銀行有限公司，當時於香港交易所上市的金融公司。主要業務是經營銀行及有關之財務服務。公司在香港註冊，主席為邱清和，唯一股東是新加坡華僑銀行。華僑銀行在香港有约22间分行，并在中国大陆设有15间分行和2间异地支行。

## 歷史
永亨銀行原名永亨銀號，由原董事長「十三行掃把」馮堯敬先生於1937年在廣州市西關十三行創立，最初是作為永隆聯號、經營金銀找換業務。二次大戰後，永亨銀號在香港重整業務，1945年在香港重新建立，初期有員工19人。經過一段有系統發展之後，永亨銀行於1960年獲香港政府發給銀行牌照，並註冊成立為永亨銀行。1979年，將總行拆卸重建為樓高廿層之總行大廈，作為擴展之用。
1973年1月，美國紐約歐文信託公司購入永亨銀行超過半數權益。1988年，歐文信託公司與美國紐約銀行集團（現紐約銀行梅隆集團）合併。
1991年，永亨再度进入大陆市场，在深圳成立代表处。1993年，深圳代表处升格为深圳分行。
1993年7月，永亨銀行在香港聯交所上市。
1997年，广州代表处成立。2000年，上海代表处成立，并於2005年经中国人民银行批准升格为上海分行，是CEPA之後首批获准在上海开设分行的港资银行之一。
2004年8月，永亨銀行正式完成併購原由孔氏家族及日本第一勸業銀行（即現在的瑞穗銀行）持有的浙江第一銀行。
2006年，廣州代表處升格為廣州分行，其宣傳口號就是「我們回來了」。總經理馮建明說：「無論廣州還是永亨均已今非昔比，我們將把在香港、澳門的經驗帶回來，重建廣州永亨」。
2007年1月，從美国银行及英之杰收購一家合營的分期付款購買及租賃融資企業——英利信用財務有限公司。
2007年6月1日，在深圳成立法人银行永亨银行（中国）有限公司，是永亨银行有限公司全资拥有的附属银行，办公地点位于罗湖区地王大厦。同年在廣州開設分行，
2012年12月，永亨銀行出售華一銀行3.89%權益。
2014年4月1日新加坡華僑銀行同意以每股125港元，交易價相等於市賬率2.02倍，斥資最多387.12億港元全購永亨銀行。
2014年10月1日，永亨銀行更名為華僑永亨銀行。
2014年10月16日，華僑永亨銀行已向港交所撤銷上市。
2016年5月，华侨银行（中国）有限公司吸收合并永亨银行（中国）有限公司，并更名为华侨永亨银行（中国）有限公司。
2017年3月20日，香港人壽原本股東亞洲保險有限公司、創興銀行有限公司、華僑永亨銀行有限公司、上海商業銀行有限公司和永隆銀行有限公司股東以71億港元，出售予神祕買家首元國際有限公司（中國先鋒集團持有），其主席陳智文（陳有慶兒子，也是陳智思胞兄）及總經理張立輝表示，出售後維持正常運作。而高盛（亞洲）有限責任公司和野村國際（香港）有限公司作為上述5名股東聯席財務顧問。
2018年10月1日，創興銀行和亞洲保險分別公布，有關出售其於香港人壽持股的交易已終止。原因是據售股協議，售股的完成以特定條件的達成為條件。但基於特定條件於最後日期（9月30日）前尚未達成，賣方已根據售股協議條款終止售股，並即時沒收買方支付的7.1億元按金。
2023年7月3日，華僑永亨銀行更名為華僑銀行（香港）有限公司，澳門的「華僑永亨銀行」亦同时改名為「華僑銀行（澳門）」，实现华侨银行在各核心市場統一品牌。。
內地的「華僑永亨銀行（中國）」亦在同年8月獲得國家金融監督管理總局批准了銀行更名為「華僑銀行」的申請；同年10月，銀行總行及所有分行換領了金融許可證 。 2023年12月6日，華僑永亨銀行（中國）正式更名為華僑銀行。香港總行大廈亦由華僑永亨大廈易名為華僑銀行大廈，但是新加坡註冊的華僑銀行香港分行辦事處仍然位於香港中環皇后大道中九號9樓。
2024年12月，華僑銀行啟用位於啟德AIRSIDE的新辦公室，從而把7個地方較小的辦公室，集合到4個大型工作間。其餘3個工作間位於皇后大道中九號、上環總行大廈和筲箕灣東匯廣場。
2024年12月30日，華僑銀行香港公布，連同其他股東亞洲金融集團、創興保險、上海商業銀行及招商永隆代理以總代價約17.68億元悉售香港人壽予越秀企業；交易將取決於慣常的成交條件，包括但不限於監管機構的批准。

## 外部連結
- 维基共享资源上的相關多媒體資源：華僑銀行（香港）
- 官方网站